# 毛利高範

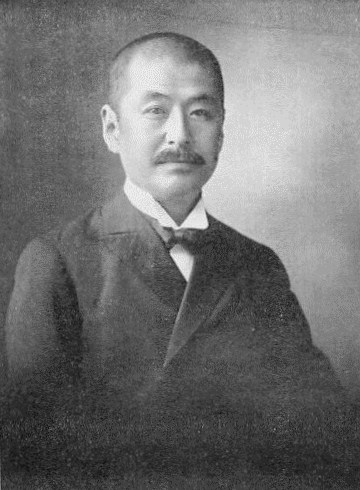
毛利高範

毛利 高範（もうり たかのり、慶応2年12月5日（1867年1月10日） - 昭和14年（1939年）6月12日）は、戦前日本の華族（子爵）、貴族院議員、毛利式速記術の創始者。

## 生涯
肥後宇土藩主細川行真の次男として熊本に生まれた。幼名は侃次郎（なおじろう）。義理の叔母・美女子（細川立則の娘）が、豊後佐伯藩主毛利高謙の後妻となった縁で、高謙の養子となった。廃藩置県後に上京して、明治9年（1876年）に養父の死により家督を相続、1884年（明治17年）7月8日、子爵を叙爵した。
明治21年（1888年）ドイツに留学、速記術を研究、明治24年に帰国し宮内省式部官に任命されるが明治26年に佐伯に帰り日本語速記の研究を続けた。明治40年（1907年）9月に子女の教育のため再び上京し、大正2年（1913年）6月21日に貴族院子爵議員（以後2回当選）となる。
大正9年（1920年）7月、毛利式速記術として発表、大正12年（1923年）4月に毛利式速記学校を設立して教授した。大正13年（1924年）に私財を投じて「毛利家奉公財団」を設立し、佐伯の教育や殖産振興に努めた。昭和7年（1932年）7月9日、貴族院議員の任期満了に際し、速記課に1000円を寄付した。昭和14年（1939年）自邸で病没。墓所は芝高輪の東禅寺。戒名は速記院殿開新高範大居士。

## 栄典
- 1896年（明治29年）12月21日 - 従四位[5]
- 1919年（大正8年）1月10日 - 正三位[6]
- 1924年（大正13年）5月31日 - 勲三等瑞宝章[7]
- 1931年（昭和6年）12月15日 - 従二位[8]

## 著作
著書に『毛利式日本速記術』などがある。

## 親族
前妻は越後与板藩第10代藩主井伊直安の娘・隆子（1871年 - 1888年）、後妻は直安の養女（直安の兄・井伊直咸の娘）・賢子である。長女の久子は黒田長和に、次女の千代子は近衛文麿に、三女の泰子はその弟秀麿に、五女の喜代子は筑波藤麿に嫁した。長男の高亮は早世し、次男の高棟が家督を継いだ。子供らはみな速記術を習得し、泰子は西園寺公望の秘書だった原田熊雄に協力して「原田日記」を口述筆記した。現在は玄孫の文孝(長女,久子の曾孫)が跡を継いでいる。